# Yvan Buravan
Burabyo Dushime Yvan, connu sous le nom d'Yvan Buravan, né le 27 avril 1995 et mort le 17 août 2022 en Inde, où il était soigné pour un cancer du pancréas, est un auteur-compositeur-interprète rwandais.

## Biographie

### Vie et scolarité
Yvan Buravan est né le 27 avril 1995. Son père est Burabyo Michael et sa mère est Uwikunda Elizabeth. Il est le dernier fils d'une famille de six enfants. Il a fréquenté l'école primaire à Le pet prince, une école secondaire aux Amis des Enfants et la Colombier, complétant sa deuxième année à l'Université du Rwanda (CBE) en Commerce, Communication et Technologie.

### Parcours musical
Yvan Buravan a commencé à chanter en 2009 en participant à des concours au Rwanda.
Il est le deuxième à recevoir un million et demi[De quoi ?] en 2012. Yvan Buravan a participé au concours Talentum. Il a été l'un des premiers artistes à être récompensé pour ses talents de chanteur.
À l'école avec son ami, ils commencent à le traiter comme un chanteur et a commencé à en faire un métier et l'aime encore plus.
Yvan Buravan avait vingt ans lorsqu'il a décidé de devenir musicien professionnel, et au début de 2016, c'est l'art de Buravan qui a commencé à se répandre parmi les Rwandais qui l'aimaient aussi.
Il remporte des prix au Rwanda et à l'étranger dont le Prix découvertes RFIle 8 novembre 2018.
En juillet 2018, il a donné un concert en Belgique et le 17 février 2018 a assisté au festival Aman à Goma.

## Distinction
- 2018 : Prix découvertes RFI